# Bavaria Film

Bavaria Film GmbH är ett tyskt filmföretag med säte i Geiselgasteig utanför München, grundat 1919.
Bavarias historia går tillbaka till Münchner Lichtspielkunst AG som grundades 1 januari 1919 av Peter Ostermayr. Bolaget blev känt under namnet Emelka till följd av förkortningen MLK. I juni 1919 förvärvade Ostermayr ett stort område i Geiselgasteig söder om München och byggde upp en filmateljé.
Idag koncentrerar sig Bavaria Film på produktion av TV-filmer och TV-serier. 

## Filmer
- Das Boot